# Lòng mề

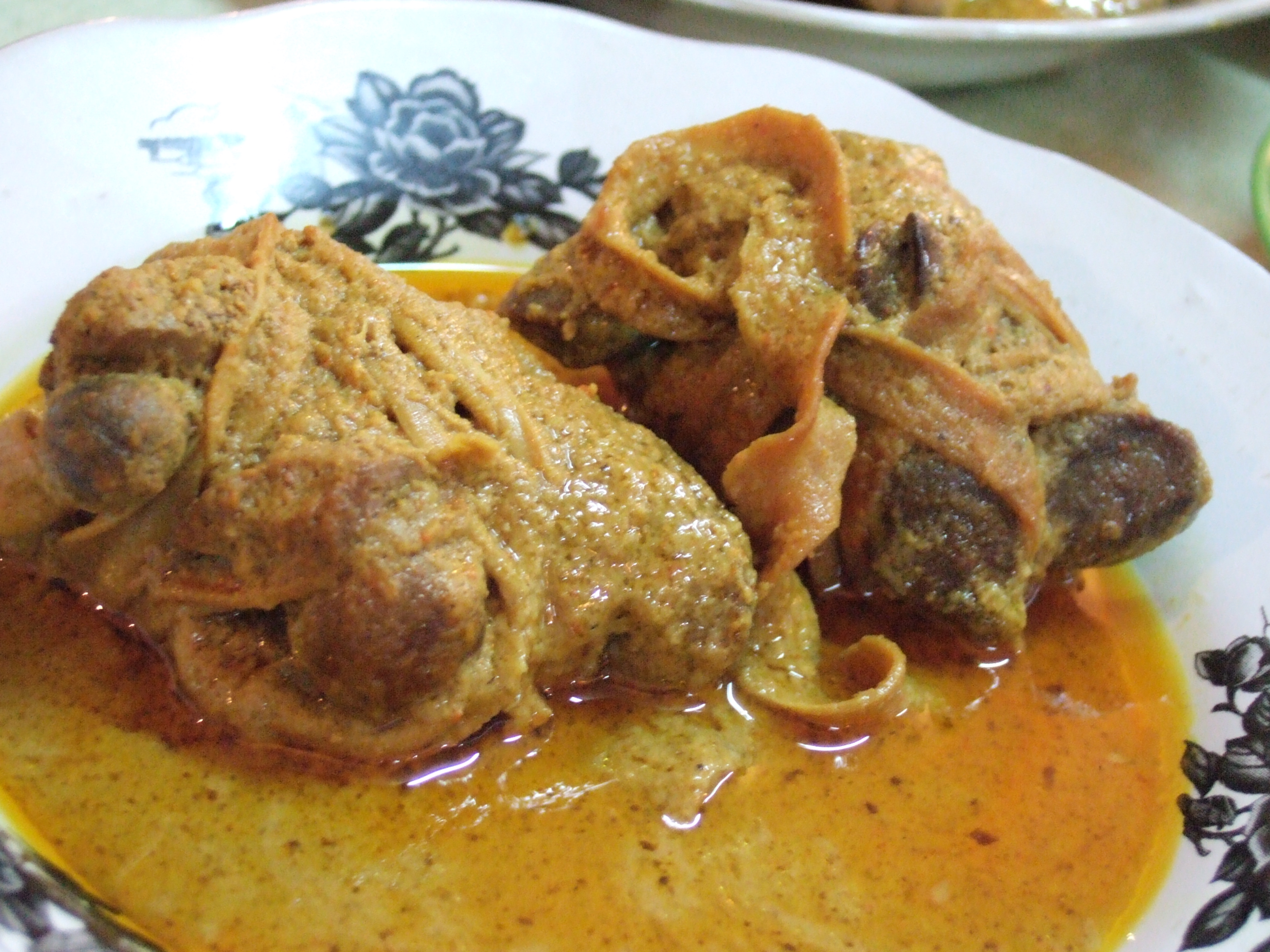
Một bộ lòng mề (ruột gà quấn lấy mề gà)

Trong ẩm thực, lòng mề hay bộ lòng mề là nội tạng ăn được của các loài chim và gia cầm nói chung, đặc biệt là gà, thường bao gồm mề, lòng (ruột), gan, tim, tạng, và các cơ quan khác. Chúng là nguyên liệu trong ẩm thực các nước như Việt Nam, Trung Quốc (trong tiếng Trung là 鸡胗 jī zhēn hay 鸡内金 jī nèi jīn), Thổ Nhĩ Kỳ, Nhật, Pháp và Mỹ.

## Chế biến

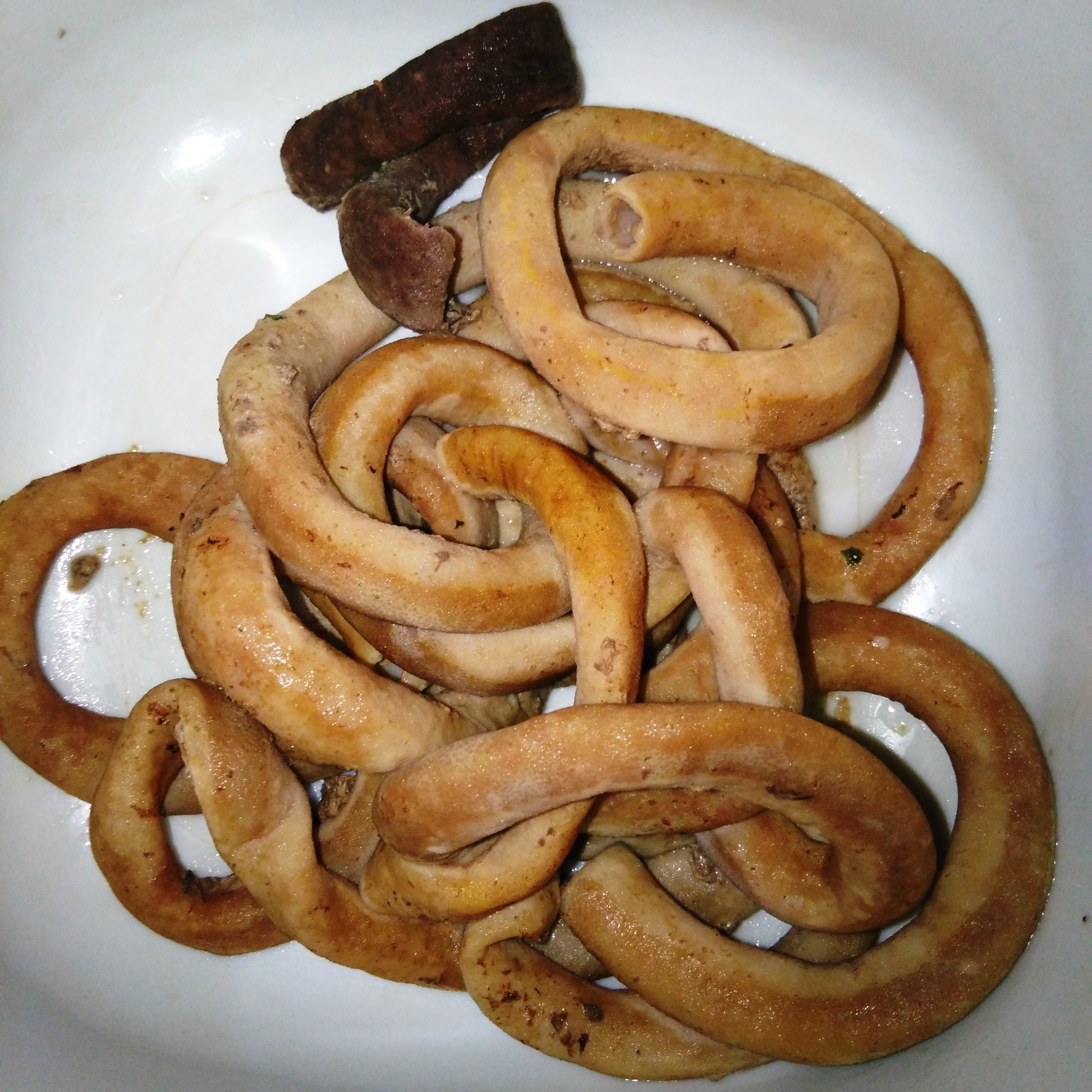
Một món lòng gà làm đồ nhắm ở Việt Nam

Lòng gà là món ăn chứa nhiều dưỡng chất được nhiều người lựa chọn cho bữa ăn trong gia đình. Lòng gà có thể chế biến được nhiều món như rô ti, xào chua cay, nướng sa tế, hấp hành gừng, luộc. Lòng gà bóp với muối và chút giấm cho thật sạch, sau đó rửa lại với nước sạch nhiều lần, riêng với gan, nên rửa nhẹ nhàng vì rất dễ nát. Gan nên ngâm qua với một chút sữa tươi để ra hết chất độc. Sau khi rửa sạch, để lòng thật ráo nước. Có thể thái mề gà, gan, tim thành những miếng mỏng và nhỏ nhưng không thái quá vụn. Món lòng gà xào dứa ngon nhất khi thưởng thức nóng. Khi ăn lòng gà phải chín đều, không tanh.

## Màng mề gà
Màng mề gà (kê nội kim) là lớp màng màu vàng phủ mặt trong của mề gà. Khi mổ gà, lấy mề gà mổ ra, bóc ngay lớp màng bao quanh mề gà, đem rửa sạch rồi phơi. Loại màng tốt có màu vàng nâu, trên mặt có nhiều vết nhăn dọc khi phơi khô chất giòn, dễ vỡ vụn, vết bẻ có cạnh bóng. Khi dùng đem sao với cát cho phồng lên, lấy ra rây bỏ cát là được, bảo quản nơi khô ráo, kín, tránh đè nặng làm vỡ nát.
Công hiệu mà màng mề gà không chỉ đơn giản là giúp hỗ trợ hệ tiêu hóa. Nó là một vị thuốc Đông y. Theo y học cổ truyền, kê nội kim có vị ngọt, chữa các bệnh rối loạn tiêu hóa, chữa cam tích trẻ em, biếng ăn, ăn không tiêu, bụng đầy trướng, ăn vào muốn nôn, đại tiện lỏng, viêm dạ dày, ruột, sỏi tiết niệu, tiểu rắt, tiểu và đại tiện ra máu, mụn nhọt..., chúng còn có tác dụng làm tan sỏi thận.